# مايكل راسموسن
مايكل راسموسن (بالدنماركية: Michael Rasmussen)‏ مواليد 1 يونيو 1974 في الدنمارك، هو دراج دانمركي سابق. سبق أن شارك في دورة الألعاب الأولمبية الصيفية.

## سجل النتائج

### سباقات أو مراحل فاز بها
- طواف فرنسا
- طواف إسبانيا

## وصلات خارجية
- الموقع الرسمي

## روابط خارجية
- مايكل راسموسن على موقع الاتحاد الدولي للدراجات (الإنجليزية)
- مايكل راسموسن على موقع أرشيف الدراجات (الإنجليزية)
- مايكل راسموسن على موقع إحصائيات الدراجات الإحترافية (الإنجليزية)
- مايكل راسموسن على موقع نسبة الدراجات (الإنجليزية)
- مايكل راسموسن على موقع CycleBase (الإنجليزية)
- مايكل راسموسن على موقع أوليمبيديا (الإنجليزية)